# Ilja Ilf
Ilja Ilf, pseudonym för Ilja Arnoldovitj Fajnzilberg (ryska: Илья Арнольдович Файнзильберг), född 15 oktober 1897 i Odessa, Kejsardömet Ryssland död 13 april 1937 i Moskva, Ryska SFSR Sovjetunionen var en rysk författare.
Ilf fick en teknisk utbildning och arbetade inom telegrafväsendet. Sina första verk publicerade han i tidskriften Morjak. Han flyttade till Moskva 1923 där han skrev i tidskriften Gudok. 1926 påbörjade han ett samarbete med Jevgenij Petrov, som skulle komma att vara fram till hans död 1937. Duon blev helt enkelt känd som Ilf och Petrov (Il'f i Petrov), och tillsammans skrev de flera romaner, bland annat Tolv stolar och Guldkalven. 
Romanen Tolv stolar brändes under bokbålen runt om i Nazityskland 1933.
Ilf avled i sviterna av tuberkulos 1937. Petrov skriver: ”Jag har redan gått med mycket ont i bröstet i tio dagar. Jag kan inte en enda stund låta bli att känna smärta. Och idag när vi promenerade på kyrkogården hostade jag och märkte, att jag hostat blod. Sedan hostade jag blod hela dagen. Titta! Han hostade och visade  upp näsduken för mig. Ett år och tre månader efter, den 13 april 1937 klockan 10.35 på kvällen dog Ilf”. 
Den nazityska propagandatidningen Der Angriff lät dock publicera en artikel, där det istället hävdades att Ilf skulle ha begått självmord efter att ha fått kritik av de sovjetiska myndigheterna. Ilfs samarbetspartner Jevgenij Petrov lät då publicera en artikel i Pravda, där han tillbakavisade de felaktiga uppgifterna om att Ilf skulle ha begått självmord och intygade att han avled till följd av sjukdomen. Det finns dock västerländska historiker som fortfarande använder sig av självmordsversionen.